# مارسيلو نيكولا
مارسيلو نيكولا (بالإسبانية: Marcelo Nicola)‏ مواليد 12 مايو 1971، هو لاعب كرة سلة أرجنتيني سابق بدأ مسيرته الاحترافية في سنة 1988 يلعب مع فريق ليتوفوس رايتس. يبلغ طوله 6 قدم 9.5 بوصة (2.1 م).

## الميداليات
| الميدالية | المسابقة                             |
| --------- | ------------------------------------ |
| فضية      | بطولة أمم الأمريكتين لكرة السلة 1995 |

## روابط خارجية
- مارسيلو نيكولا على موقع الاتحاد الدولي لكرة السلة (الإنجليزية)
- مارسيلو نيكولا على موقع الدوري الأوروبي لكرة السلة (الإنجليزية)
- مارسيلو نيكولا على موقع سبورتس رفرنس (الإنجليزية)
- مارسيلو نيكولا على موقع الدوري الإسباني لكرة السلة (الإسبانية)
- مارسيلو نيكولا على موقع كرة السلة الأوروبية.كوم (الإنجليزية)
- مارسيلو نيكولا على موقع ريلجم (الإنجليزية)
- مارسيلو نيكولا على موقع بروبوليرز (الإنجليزية)
- مارسيلو نيكولا على موقع سبورتس رفرنس (الإنجليزية)
- مارسيلو نيكولا على موقع أوليمبيديا (الإنجليزية)